# Burni Sundel
Burni Sundel är ett berg i Indonesien.   Det ligger i provinsen Aceh, i den västra delen av landet, 1 600 km nordväst om huvudstaden Jakarta. Toppen på Burni Sundel är 912 meter över havet.
Terrängen runt Burni Sundel är huvudsakligen kuperad, men åt sydost är den bergig. Trakten runt Burni Sundel är nära nog obefolkad, med mindre än två invånare per kvadratkilometer. I omgivningarna runt Burni Sundel växer i huvudsak städsegrön lövskog.